# Lasse Svensson (pastor)
Lasse Svensson, född 28 maj 1971, är kyrkoledare för Equmeniakyrkan . Han har sin bakgrund inom Metodistkyrkan i Sverige, där han prästvigdes 1997. 
Innan han tillträdde tjänsten som kyrkoledare var han processledare för den process som ledde fram till bildandet av Equmeniakyrkan. Dessförinnan tjänstgjorde han som pastor i S:t Jakobs kyrka i Göteborg.